# Gouverneur de l'oblast de Nijni Novgorod
Le gouverneur de l'oblast de Nijni Novgorod (russe : Губернатор Нижегородской области) est le chef de l'oblast de Nijni Novgorod et le chef du pouvoir exécutif de l'oblast de Nijni Novgorod, la région qui entoure presque Nijni Novgorod.

## Histoire
À l'époque soviétique, le rôle principal dans la direction de la région était occupé par le Comité régional Gorki du PCUS. De 1988 à août 1991, le premier secrétaire du Comité régional de Gorki du PCUS était Guénnadi Khodyrev.
En 1990, on assiste à une forte diminution de l'influence du système de parti unique en lien avec l'abolition le 14 mars 1990 du sixième article de la constitution soviétique, qui définissait le « rôle dirigeant et directeur » du PCUS. Les régions russes ont en effet commencé à se développer selon le modèle d'une « république parlementaire ». En conséquence, la première personne de la région était le président du conseil régional des députés du peuple. La plupart des dirigeants des comités régionaux du parti ont cherché à être élus président du conseil régional et cumulent les deux fonctions - la Constitution et la législation ne l'interdisent pas. Cela s'est produit dans la région de Gorki - en avril 1990, Guénnadi Khodyrev est devenu président du conseil régional de Gorki, tout en restant le premier secrétaire du comité régional. Cependant, le 20 juin 1990, le premier Congrès des députés du peuple de la RSFSR a adopté le décret «Sur le mécanisme de la démocratie dans la RSFSR», qui stipulait: «La position du chef d'une autorité d'État ou de gouvernement avec toute autre position , y compris politique ou publique, n'est pas autorisée dans les organisations politiques de la RSFSR. Ainsi, les premiers secrétaires qui combinaient les postes du parti et des dirigeants soviétiques de la région se trouvaient face à un choix : premièrement, entre la subordination et la désobéissance au Congrès russe ; d'autre part, en cas de consentement à soumettre, entre deux posts. Guénnadi Khodyrev, comme certains autres premiers secrétaires des comités régionaux, a décidé de ne pas obéir et est resté aux deux postes.
Le 22 octobre 1990, par décret du Présidium du Conseil suprême de la RSFSR, l'oblast de Gorki a été rebaptisée l'oblast de Nijni Novgorod. Le 21 avril 1992, le Congrès des députés du peuple de la RSFSR a approuvé le changement de nom de la région en modifiant l'art. 71 de la Constitution de la RSFSR de 1978, entrée en vigueur le 16 mai 1992 à compter de la date de publication dans la « Rossiskaïa Gazeta ».
Le 19 août 1991, lors du coup d'État d'août, Guénnadi Khodyrev était en vacances près de Foros. De retour après la défaite du Comité d'État sur l'état d'urgence, il a dû faire un choix: rester à la tête du comité régional du PCUS-KP de la RSFSR ou renforcer sa position de président du Conseil régional du peuple Députés. Khodyrev a choisi de rester à la tête du comité régional. Il a été remplacé par le président du Conseil régional des députés du peuple a été élu Yevguéni Krest’ianinov 
Depuis la fin de 1991, le principal mécanisme de légitimation des organes gouvernementaux régionaux est associé à la popularité du président de la Russie, Boris Eltsine, qui a reçu sa légitimité lors d'un vote populaire. Au début des changements cardinaux, le président de la Russie avait des pouvoirs pratiquement illimités pour former le pouvoir exécutif dans les entités constitutives de la fédération de Russie. Il était supposé que l'élection des dirigeants régionaux serait introduite dans toutes les régions. En août 1991, le président russe Boris Eltsine a promis que des élections auraient lieu dès que possible, mais une nouvelle institution a été créée pour la période de transition - le chef de l'administration régionale nommé par le président (l'administration fait référence à un organe exécutif régional). Le 30 novembre 1991, Boris Nemtsov, 32 ans, a été nommé chef de l'administration de l'oblast de Nijni Novgorod par décret présidentiel.
À la suggestion de Nemtsov, le Conseil régional a approuvé un nouveau titre de poste - le gouverneur.
Le 17 décembre 1995 dans l'oblast de Nijni Novgorod a eu lieu la première élection du gouverneur. Le plus grand nombre de voix (58,37%) a été remporté par l'actuel gouverneur Boris Nemtsov. Le journal Kommersant a écrit qu'en 1995, Boris Nemtsov « a gagné la notoriété d'un réformateur », dont l'expérience dans la restructuration de l'économie d'une région particulière a été partout recommandée par le gouvernement.
Le mandat de Nemtsov était de 4 ans. Cependant, seulement 2 ans plus tard, le 17 mars 1997, le politicien a été nommé premier vice-Premier ministre du gouvernement russe dans le deuxième gouvernement de Viktor Tchernomyrdine. Le gouverneur par intérim de l'oblast de Nijni Novgorod est devenu le vice-gouverneur Iouri Lebedev.
Des élections anticipées ont eu lieu le 29 juin 1997. Aucun des candidats n'a obtenu plus de 50% des voix, et le maire de Nijni Novgorod Ivan Sklyarov (40,95%) et le député de la Douma d'État du Parti communiste Guénnadi Khodyrev (37,84%) est entré dans le deuxième tour. Au second tour, le 13 juillet, Ivan Skliarov l'a emporté avec 52 % des voix.

## Liste des gouverneurs
| № | Portrait | Nom               | Période           | Période           | Parti       |
| - | -------- | ----------------- | ----------------- | ----------------- | ----------- |
| 1 |          | Boris Nemtsov     | 30 novembre 1991  | 17 mars 1997      | Indépendant |
| 2 |          | Ivan Skliarov     | 22 juillet 1997   | 29 juillet 2001   | Indépendant |
| 3 |          | Guénnadi Khodyrev | 8 août 2001       | 8 août 2005       | KPRF        |
| 4 |          | Valeri Chantsev   | 8 août 2005       | 26 septembre 2017 | Russie unie |
| 5 |          | Gleb Nikitine     | 26 septembre 2017 | Titulaire         | Russie unie |